# Парк Херсонського обласного ліцею
Парк Херсо́нського обласно́го ліце́ю — парк-пам'ятка садово-паркового мистецтва місцевого значення в Україні. Розташований на території міста Херсон, вул. Полтавська, 89 (територія Херсонського обласного ліцею). 
Площа 8 га. Статус присвоєно згідно з рішенням облвиконкому від 22.04.1964 року № 238, перезатверджено від 19.08.1983 року 144/16. Перебуває у віданні: КП «Херсонкомунсервіс», Херсонська міська рада. 
На території парку розташована ботанічна пам'ятка природи — «Дуб черешчатий».